# Atahualpa (Esmeraldas)
Atahualpa ist eine Ortschaft und eine Parroquia rural („ländliches Kirchspiel“) im Kanton Eloy Alfaro der ecuadorianischen Provinz Esmeraldas. Die Parroquia besitzt eine Fläche von 248,1 km². Die Einwohnerzahl lag im Jahr 2010 bei 1454.

## Lage
Die Parroquia Atahualpa liegt im Küstentiefland im Nordwesten von Ecuador. Der Río Cayapas durchquert das Gebiet in nördlicher Richtung. Dessen Nebenflüsse Río Camarones und Río Zapotillo entwässern den Westen und den Osten der Parroquia. Der Hauptort Atahualpa befindet sich am Rechtsufer des Río Cayapas gegenüber der Einmündung des Río Camarones 44 km südlich vom Kantonshauptort Valdez. 
Die Parroquia Atahualpa grenzt im Osten an die Parroquia Luis Vargas Torres, im Süden an die Parroquia Telembi, im Westen an die Parroquias Santo Domingo de Ónzole und San Francisco de Ónzole, im Norden an die Parroquia San José del Cayapas sowie im Nordosten an die Parroquia Selva Alegre.

## Geschichte
Die Gründung der Parroquia Atahualpa wurde am 31. Oktober 1961 im Registro Oficial N° 353 gegründet.